# Kościół Ducha Świętego w Dębicy
Kościół Ducha Świętego w Dębicy – kościół parafialny parafii Matki Bożej Anielskiej w Dębicy.

## Historia
Starania o budowę nowego kościoła parafialnego rozpoczęto w drugiej połowie lat 80. ub. wieku, gdy kościół Niepokalanego Poczęcia Najświętszej Maryi Panny w Dębicy okazał się zbyt mały dla szybko powiększającej się parafii. Budowę świątyni rozpoczętą w 1989 r., zakończono 7 lat później. Wtedy też biskup Józef Życiński dokonał konsekracji nowego kościoła. 

## Architektura
Kościół zaprojektowała Zdzisława Dziurzyńska-Kaczor. Jest to budowla murowana, trzynawowa z dwiema kaplicami po bokach naw i kaplicą z lewej strony prezbiterium. Ołtarz jest dziełem prof. Wincentego Kućmy, autorem polichromii ścian kościoła jest natomiast prof. Jerzy Lubański. Organy pochodzą z katedry w Magdeburgu. Na zewnątrz kościoła zwracają uwagę stacje Drogi Krzyżowej powstałej w 2005 r.